# Биструков Василь Григорович

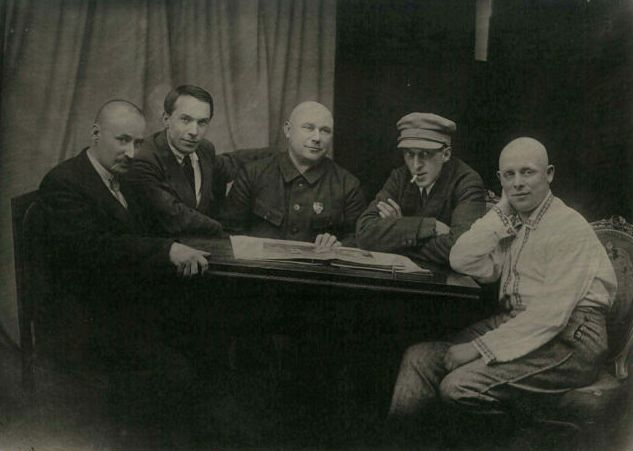
Ревком Городнянського повіту. Зліва направо В. Биструков, Кропив'янський, Д. Петровський, О. Куліш. 1919

Васи́ль Григо́рович Биструко́в (20 січня [1 лютого] 1886, Новгород-Сіверський повіт, Чернігівська губернія, Російська імперія — 26 грудня 1941, ГУЛАГ, СРСР) — український радянський державний діяч, голова Київської міської ради в 1932–1934 роках.

## Біографія
Василь Биструков народився у 1886 році на Сіверщині в родині службовця, отримав середню освіту.
У 1905 році розпочав революційну діяльність, вступив до партії соціалістів-революціонерів, деякий час перебував у терористичній групі. До першої світової війни працював у органах юстиції, одночасно брав активну участь у підпільній діяльності.
Учасник партизанського руху на Чернігівщині в 1918–1919 роках. У 1918 році за організацію підпільних бойових одиниць у с. Добрянка на Чернігівщині був заарештований гетьманською владою та засуджений до розстрілу, який був замінений на заслання в Бяли. За радянської влади займав посади комісара юстиції та народкого судді в Добрянці.
У 1919 році перейшов до Української комуністичної партії (боротьбистів), а пізніше, під час денікінщини, до Комуністичної партії (більшовиків) України. Під час заколоту Стрекопитова в березні-квітні 1919 року керував ліквідацією повстанського комітету у Сновську.
Після вигнання денікінців працював на Чернігівщині, займав посади губернського військового комісара, обвинувача при Військовому трибуналі, члена Чернігівського губревкому, губвиконкому та губкому КП(б)У. Керував ліквідацією банди отамана Івана Галаки на Городнянщині.
З кінця 1924 році працював на Київщині, займав посаду голови Київського окружного суда, у березні 1929 року призначений на посаду окружного прокурора. 
Член Київського окружного виконкому у 1927—1930 роках. Після розформування округ та утворення Київської області з лютого 1932 року працював на посаді обласного прокурора.
У серпні 1932 року кооптований до складу Київської міської ради та обраний на посаду голови міськради. У цей період діяльність керівництва міста була спрямована на реорганізацію систему управління промисловістю, яке переводили у відання союзних і республіканських органів. На великі та середні підприємства було розпочато централізоване постачання сировини, надавалися централізовані замовлення на виготовлення продукції.
Наприкінці його перебування головою міськради Всеукраїнський центральний виконавчий комітет 21 січня 1934 року ухвалив перенести столицю УСРР з Харкова до Києва.
У лютому 1934 року знятий з посади. Працював керуючим Харківським обласним тютюновим трестом. Заарештований у Харкові 19 вересня 1936 року за звинуваченням у контрреволюційній троцькістській діяльності за статтями 54-10 ч. 1 та 196 Кримінального кодексу УРСР.
15 січня 1937 року Особливою нарадою при Народному комісарі внутрішніх справ СРСР (ОН НКВС) засуджений до п'яти років тюремного ув'язнення. Згідно зі свідоцтвом про смерть, помер 26 грудня 1941 року в Північно-східному таборі НКВС на Колимі. 
Постановою Президії Чернігівського обласного суду від 23 грудня 1955 року постанову ОН НКВС відмінено та справу припинено за відсутністю складу злочину.

## Публікації
- Галаківщина (ч. 1) // Літопис революції. — 1929. — № 5—6 (38–39). — С. 227—244. [Архівовано 20 травня 2017 у Wayback Machine.]
- Галаківщина (ч. 2) // Літопис революції. — 1930. — № 1 (40). — С. 174—193. [Архівовано 27 вересня 2017 у Wayback Machine.]
- Годы гражданской войны на Черниговщине (1919–1920 гг.) // Летопись революции. — 1926. — № 6 (21). — С. 51—67. (рос.)
- Городнянщина в 1917–1918 гг. (Из истории гражданской войны на Черниговщине) // Летопись революции. — 1925. — № 4 (13). — С. 104—131. (рос.) [Архівовано 27 вересня 2017 у Wayback Machine.]
- Из жизни гражданских пленных в немецких концлагерях // Летопись революции. — 1926. — № 3—4 (18–19). — С. 106—134. (рос.) [Архівовано 27 вересня 2017 у Wayback Machine.]
- Из истории гетманско-петлюровского периода на Черниговщине. (Воспоминания) // Летопись революции. — 1926. — № 2 (17). — С. 101—108. (рос.)
- Советское строительство в 1919 г. (Городнянщина)// Летопись революции. — 1926. — № 5 (20). — С. 31—42. (рос.) [Архівовано 27 вересня 2017 у Wayback Machine.]